# Le Truel

Le Truel este o comună în departamentul Aveyron din sudul Franței. În 1 ianuarie 2022 avea o populație de 349 de locuitori.